# NGC 5979
NGC 5979 (другие обозначения — PK 322-5.1, ESO 136-PN3) — планетарная туманность в созвездии Южный Треугольник.
Этот объект входит в число перечисленных в оригинальной редакции «Нового общего каталога».